# بخش تیفین (شهرستان دفیئنس، اوهایو)
بخش تیفین (به انگلیسی: Tiffin Township) یک منطقهٔ مسکونی در ایالات متحده آمریکا است که در شهرستان دفیانس، اوهایو واقع شده‌است.
 بخش تیفین ۹۴٫۳۲ کیلومتر مربع مساحت و ۱٬۶۱۲ نفر جمعیت دارد و ۲۱۷ متر بالاتر از سطح دریا واقع شده‌است.